# Mirina (filla de Creteu)
|  | Per a altres significats, vegeu «Mirina (desambiguació)». |

Mirina (en grec antic: Μύρινα) va ser, segons la mitologia grega, una filla de Creteu, rei de Tessàlia.
Es va casar amb Toant, rei de Lemnos, fill de Dionís (o de Teseu, segons altres versions) i d'Ariadna. Van tenir una filla, Hipsípile, que va hostatjar Jàson en el seu viatge. És epònima de la ciutat de Mirina.